# Ołeksandropil (hromada Oczeretyne)
Ołeksandropil (ukr. Олександропіль) – wieś na Ukrainie, w obwodzie donieckim, w rejonie pokrowskim, w hromadzie Oczeretyne. W 2001 liczyła 305 mieszkańców.